# Estado regional

Organización territorial de los países de Europa. En color verde claro se señalan los considerados Estados regionales.

El Estado regional es una forma de Estado que pretende ser intermedia entre el Estado federal y el Estado unitario buscando compatibilizar la idea de unidad y descentralización o autonomía. Esta variante de Estado unitario suele poseer divisiones territoriales denominadas regiones. Existen distintas denominaciones similares, como Estado unitario con autogobierno o, para el caso de España, Estado de las autonomías o Estado autonómico (por organizarse en comunidades autónomas).
Los estados con regiones autónomas no son Estados federales de facto, aunque dispongan de una amplia autonomía, porque sigue existiendo una diferencia sustancial entre ellos, que es el origen de las atribuciones: en los primeros es el gobierno central el que cede o devuelve algunos derechos y competencias a la región, mientras que en los segundos son las «regiones» las que han cedido algunas de sus atribuciones al poder central. Como han señalado los politólogos Rafael Ribó y Jaime Pastor, en el Estado regional o «Estado autonómico» el «elemento nuclear» «es que la fuente de poder es el ordenamiento global, el cual reconoce el derecho a la autonomía de las partes. Se puede describir como un flujo de poder desde el centro hacia la periferia (en sentido gráfico figurado) sin que menoscabe la unidad». En el Estado federal, en cambio, «el flujo de poder va desde las partes hacia la globalidad para crearla. Cada parte decide soberanamente, mediante un pacto entre iguales, la creación de un orden más amplio», mientras que «las partes integradas en un Estado autonómico no tienen un poder constituyente propio y están sometidas a controles mucho más estrictos que los del Estado federal». «Son políticamente autónomas pero a partir de una sola soberanía», concluyen Ribó y Pastor.

## Antecedentes
La primera experiencia de Estado regional fue la del «Estado integral» definido en la Constitución de la Segunda República española (intentando superar el debate entre Estado unitario y Estado federal), aunque la posterior dictadura franquista lo abolió y restauró el centralismo puro. Después de la Segunda Guerra Mundial y de la caída del fascismo fue la República de Italia la que siguió el modelo republicano español y reconoció el derecho al autogobierno de las regiones, aunque finalmente se diferenciaron las regiones con estatuto especial y las de régimen ordinario. La institucionaliza del Estado regional en 1947 fue también como reconocimiento a una larga historia de autonomías en ciudades y regiones en la península itálica, constituyéndose como un modelo, donde la autonomía de la región frente al gobierno central es una condición necesaria para predicar la existencia de este último nivel.
En la doctrina internacional se sostiene que, así como el Estado unitario y el Estado federal se sustentarían en el concepto de nación, el Estado regional se articularía sobre un hecho mucho más cercano a la realidad humana, conocido con el nombre de región.
El concepto regional habría estado siempre presente en el imaginario de las estructuras estatales, puesto que parte de una realidad social, histórica, cultural y geográfica que determinan el reconocimiento de una comunidad como tal y que genera la demanda de autonomía, en la consecución de un gobierno propio, capaz de representar sus intereses.

## Características
Las regiones no toman el carácter de soberanas (como los estados federados), pero disponen de un importante autonomía política. En otras palabras, se mantiene el carácter unitario del Estado, concediendo a la vez crecientes grados de autonomía a las entidades territoriales, más allá de las meramente administrativas, produciéndose una descentralización de carácter político.
Tienen un gobierno propio, con capacidad de dirigir y administrar la entidad territorial, de acuerdo a sus propias políticas. La autonomía política también implica la posibilidad de disponer de organismos administrativos y legislativos regionales.
Así, para algunos[¿quién?] el Estado regional se encuentra en medio de los extremos del Estado unitario y del Estado federal, puesto que la región goza de libertad y autonomía frente a sus problemas, pero no de soberanía para seccionar al Estado y a la nación. En la misma medida, la regionalización política o el Estado regional se caracterizan por la creación de colectividades territoriales dotadas de competencias exclusivas. En otras palabras, el modelo del Estado regional se sitúa en una posición intermedia en la cual la estructura del Estado unitario es mantenida, pero las colectividades regionales que lo componen disponen de una real autonomía normativa, garantizada por la misma Constitución.

## Lista de Estados regionales
En doctrina se incluye como ejemplos de Estados regionales (o Estados unitarios con autogobierno) a Italia y el Reino Unido.
| Estado                    | Forma de Gobierno | Organización territorial                               | Entidades subnacionales | Otras                                                       |
| ------------------------- | ----------------- | ------------------------------------------------------ | --- | ----------------------------------------------------------- |
| Bolivia                   | República         | Organización territorial de Bolivia                    | 9 Departamentos autónomos | 1 región autónoma: Gran Chaco                               |
| España                    | Monarquía         | Organización territorial de España                     | 17 comunidades autónomas | 2 ciudades autónomas: Ceuta y Melilla                       |
| China[cita requerida]     | República         | Organización territorial de la República Popular China | 5 regiones autónomas: Zhuang de Guǎngxī, Mongolia Interior, Hui de Níngxià, Uigur de Xīnjiāng, y Tíbet                                         | 2 regiones administrativas especiales: Hong Kong y Macao    |
| Francia[cita requerida]   | República         | Organización territorial de Francia                    | 18 regiones con autonomía administrativa moderada                                                                                              | 5 departamentos de ultramar y 5 colectividades de ultramar. |
| Grecia[cita requerida]    | República         | Organización territorial de Grecia                     | 13 regiones con moderada autonomía | Un territorio especial (Monte Athos)                        |
| Indonesia                 | República         | Organización territorial de Indonesia                  | 34 provincias, de las cuales 4 son autónomas con estatuto especial: Aceh, Papúa, Yakarta y Yogyakarta                                          |                                                             |
| Italia                    | República         | Organización territorial de Italia                     | 20 regiones, de las cuales 5 son autónomas con estatuto especial: Friul-Venecia Julia, Trentino-Alto Adigio, Valle de Aosta, Cerdeña y Sicilia | 2 provincias con estatuto especial: Trento y Bolzano        |
| Nicaragua[cita requerida] | República         | Organización territorial de Nicaragua                  | 2 regiones con autogobierno: Caribe Norte y Caribe Sur                                                                                         |                                                             |
| Países Bajos              | Monarquía         | Organización territorial de los Países Bajos           | 12 provincias | 3 municipalidades especiales: Bonaire, San Eustaquio y Saba |
| Portugal                  | República         | Organización territorial de Portugal                   | 2 regiones autónomas: Azores y Madeira |                                                             |
| Sudáfrica[cita requerida] | República         | Organización territorial de Sudáfrica                  | 9 provincias |                                                             |
| Reino Unido               | Monarquía         | Organización territorial del Reino Unido               | 3 regiones con autogobierno: Escocia, Gales e Irlanda del Norte                                                                                |                                                             |
| Tanzania                  | República         | Organización territorial de Tanzania                   | 1 región de autogobierno: Zanzíbar |                                                             |
| Serbia[cita requerida]    | República         | Organización territorial de Serbia                     | 1 región de autogobierno: Kosovo y Metohija y una provincia autónoma Vojvodina                                                                 |                                                             |